# La Chaize-le-Vicomte
La Chaize-le-Vicomte és un municipi francès situat al departament de Vendée i a la regió de País del Loira. L'any 2007 tenia 3.090 habitants.

## Demografia

### Població
El 2007 la població de fet de La Chaize-le-Vicomte era de 3.090 persones. Hi havia 1.124 famílies de les quals 278 eren unipersonals (115 homes vivint sols i 163 dones vivint soles), 329 parelles sense fills, 462 parelles amb fills i 55 famílies monoparentals amb fills.
La població ha evolucionat segons el següent gràfic:
Habitants censats

### Habitatges
El 2007 hi havia 1.246 habitatges, 1.152 eren l'habitatge principal de la família, 19 eren segones residències i 75 estaven desocupats. 1.202 eren cases i 40 eren apartaments. Dels 1.152 habitatges principals, 855 estaven ocupats pels seus propietaris, 291 estaven llogats i ocupats pels llogaters i 6 estaven cedits a títol gratuït; 10 tenien una cambra, 38 en tenien dues, 180 en tenien tres, 316 en tenien quatre i 607 en tenien cinc o més. 969 habitatges disposaven pel capbaix d'una plaça de pàrquing. A 424 habitatges hi havia un automòbil i a 652 n'hi havia dos o més.

### Piràmide de població
La piràmide de població per edats i sexe el 2009 era:
| Homes | Edats   | Dones |
| ----- | ------- | ----- |
| 0     | 95 o +  | 4     |
| 4     | 90 a 94 | 16    |
| 16    | 85 a 89 | 28    |
| 8     | 80 a 84 | 36    |
| 40    | 75 a 79 | 80    |
| 24    | 70 a 74 | 32    |
| 40    | 65 a 69 | 76    |
| 60    | 60 a 64 | 36    |
| 32    | 55 a 59 | 44    |
| 84    | 50 a 54 | 84    |
| 92    | 45 a 49 | 68    |
| 72    | 40 a 44 | 68    |
| 120   | 35 a 39 | 108   |
| 100   | 30 a 34 | 96    |
| 112   | 25 a 29 | 88    |
| 92    | 20 a 24 | 44    |
| 60    | 15 a 19 | 65    |
| 96    | 10 a 14 | 76    |
| 100   | 5 a 9   | 92    |
| 60    | 0 a 4   | 72    |

## Economia
El 2007 la població en edat de treballar era de 1.941 persones, 1.537 eren actives i 404 eren inactives. De les 1.537 persones actives 1.429 estaven ocupades (762 homes i 667 dones) i 108 estaven aturades (46 homes i 62 dones). De les 404 persones inactives 181 estaven jubilades, 137 estaven estudiant i 86 estaven classificades com a «altres inactius».

### Ingressos
El 2009 a La Chaize-le-Vicomte hi havia 1.221 unitats fiscals que integraven 3.264 persones, la mediana anual d'ingressos fiscals per persona era de 17.227 €.

### Activitats econòmiques
Dels 140 establiments que hi havia el 2007, 2 eren d'empreses extractives, 5 d'empreses alimentàries, 1 d'una empresa de fabricació de material elèctric, 1 d'una empresa de fabricació d'elements pel transport, 5 d'empreses de fabricació d'altres productes industrials, 34 d'empreses de construcció, 25 d'empreses de comerç i reparació d'automòbils, 6 d'empreses de transport, 4 d'empreses d'hostatgeria i restauració, 2 d'empreses d'informació i comunicació, 12 d'empreses financeres, 4 d'empreses immobiliàries, 14 d'empreses de serveis, 13 d'entitats de l'administració pública i 12 d'empreses classificades com a «altres activitats de serveis».
Dels 47 establiments de servei als particulars que hi havia el 2009, 1 era una oficina de correu, 2 oficines bancàries, 2 funeràries, 6 tallers de reparació d'automòbils i de material agrícola, 1 establiment de lloguer de cotxes, 2 autoescoles, 2 paletes, 4 guixaires pintors, 5 fusteries, 4 lampisteries, 7 electricistes, 2 empreses de construcció, 4 perruqueries, 2 restaurants, 1 agència immobiliària i 2 salons de bellesa.
Dels 9 establiments comercials que hi havia el 2009, 1 era una gran superfície de material de bricolatge, 1 una botiga de menys de 120 m², 2 fleques, 1 una carnisseria, 1 una llibreria, 1 una botiga d'electrodomèstics, 1 un drogueria i 1 una floristeria.
L'any 2000 a La Chaize-le-Vicomte hi havia 83 explotacions agrícoles que ocupaven un total de 3.444 hectàrees.

## Equipaments sanitaris i escolars
El 2009 hi havia 1 centre de salut, 1 farmàcia i 1 ambulància.
El 2009 hi havia 2 escoles elementals.

## Poblacions més properes
El següent diagrama mostra les poblacions més properes.